# 秤球問題

10個硬幣中找出伪幣的解題動畫。這例子中伪幣的重量比其他硬幣輕。

称球问题，是指若在最多3n − 3/2个球中有一个特殊球的重量与众不同（不知道偏重还是偏轻），而其他球的重量全部相同，则用无砝码的天平称n次可以找出特殊球，并确定特殊球是偏轻还是偏重；
如果有3n − 1/2个球，则同样可以保证找出特殊球，但不一定能确定特殊球是偏轻还是偏重。(n ≥ 2)
以下主要介绍最简单的12个球称3次的版本。

## 动态称法
动态调整称球方案是最常见的处理手法，在各种答案中，下表所列是其中的一种表述：
| 第一次称球情况                 | 第一次称球情况 | 第二次称球情况            | 第二次称球情况 | 第三次称球情况       | 第三次称球情况 | 结论   |
| 首先 左1、2、3、4 右5、6、7、8 | 若左重         | 其次 左1、5、9：右2、3、6 | 若左重         | 最后 左4：右1        | 若平衡         | 则6轻  |
| 首先 左1、2、3、4 右5、6、7、8 | 若左重         | 其次 左1、5、9：右2、3、6 | 若左重         | 最后 左4：右1        | 若右重         | 则1重  |
| 首先 左1、2、3、4 右5、6、7、8 | 若左重         | 其次 左1、5、9：右2、3、6 | 若平衡         | 最后 左4、8：右1、2  | 若左重         | 则4重  |
| 首先 左1、2、3、4 右5、6、7、8 | 若左重         | 其次 左1、5、9：右2、3、6 | 若平衡         | 最后 左4、8：右1、2  | 若平衡         | 则7轻  |
| 首先 左1、2、3、4 右5、6、7、8 | 若左重         | 其次 左1、5、9：右2、3、6 | 若平衡         | 最后 左4、8：右1、2  | 若右重         | 则8轻  |
| 首先 左1、2、3、4 右5、6、7、8 | 若左重         | 其次 左1、5、9：右2、3、6 | 若右重         | 最后 左4、8：右2、5  | 若左重         | 则5轻  |
| 首先 左1、2、3、4 右5、6、7、8 | 若左重         | 其次 左1、5、9：右2、3、6 | 若右重         | 最后 左4、8：右2、5  | 若平衡         | 则3重  |
| 首先 左1、2、3、4 右5、6、7、8 | 若左重         | 其次 左1、5、9：右2、3、6 | 若右重         | 最后 左4、8：右2、5  | 若右重         | 则2重  |
| 首先 左1、2、3、4 右5、6、7、8 | 若平衡         | 其次 左9、11：右2、10     | 若左重         | 最后 左9、10：右1、2 | 若左重         | 则9重  |
| 首先 左1、2、3、4 右5、6、7、8 | 若平衡         | 其次 左9、11：右2、10     | 若左重         | 最后 左9、10：右1、2 | 若平衡         | 则11重 |
| 首先 左1、2、3、4 右5、6、7、8 | 若平衡         | 其次 左9、11：右2、10     | 若左重         | 最后 左9、10：右1、2 | 若右重         | 则10轻 |
| 首先 左1、2、3、4 右5、6、7、8 | 若平衡         | 其次 左9、11：右2、10     | 若平衡         | 最后 左4：右12       | 若左重         | 则12轻 |
| 首先 左1、2、3、4 右5、6、7、8 | 若平衡         | 其次 左9、11：右2、10     | 若平衡         | 最后 左4：右12       | 若右重         | 则12重 |
| 首先 左1、2、3、4 右5、6、7、8 | 若平衡         | 其次 左9、11：右2、10     | 若右重         | 最后 左9、10：右1、2 | 若左重         | 则10重 |
| 首先 左1、2、3、4 右5、6、7、8 | 若平衡         | 其次 左9、11：右2、10     | 若右重         | 最后 左9、10：右1、2 | 若平衡         | 则11轻 |
| 首先 左1、2、3、4 右5、6、7、8 | 若平衡         | 其次 左9、11：右2、10     | 若右重         | 最后 左9、10：右1、2 | 若右重         | 则9轻  |
| 首先 左1、2、3、4 右5、6、7、8 | 若右重         | 其次 左1、5、9：右2、3、6 | 若左重         | 最后 左8、9：右2、5  | 若左重         | 则2轻  |
| 首先 左1、2、3、4 右5、6、7、8 | 若右重         | 其次 左1、5、9：右2、3、6 | 若左重         | 最后 左8、9：右2、5  | 若平衡         | 则3轻  |
| 首先 左1、2、3、4 右5、6、7、8 | 若右重         | 其次 左1、5、9：右2、3、6 | 若左重         | 最后 左8、9：右2、5  | 若右重         | 则5重  |
| 首先 左1、2、3、4 右5、6、7、8 | 若右重         | 其次 左1、5、9：右2、3、6 | 若平衡         | 最后 左4、8：右1、2  | 若左重         | 则8重  |
| 首先 左1、2、3、4 右5、6、7、8 | 若右重         | 其次 左1、5、9：右2、3、6 | 若平衡         | 最后 左4、8：右1、2  | 若平衡         | 则7重  |
| 首先 左1、2、3、4 右5、6、7、8 | 若右重         | 其次 左1、5、9：右2、3、6 | 若平衡         | 最后 左4、8：右1、2  | 若右重         | 则4轻  |
| 首先 左1、2、3、4 右5、6、7、8 | 若右重         | 其次 左1、5、9：右2、3、6 | 若右重         | 最后 左4：右1        | 若左重         | 则1轻  |
| 首先 左1、2、3、4 右5、6、7、8 | 若右重         | 其次 左1、5、9：右2、3、6 | 若右重         | 最后 左4：右1        | 若平衡         | 则6重  |

最后给出的结论，判断依据与下述的固定称法的解释完全一致。

## 固定称法
固定称法方案如下：
- 第一次称：左盘放置1、2、3、4号球， 右盘放置5、6、7、8号球
- 第二次称：左盘放置1、5、9、11号球，右盘放置2、3、6、10号球
- 第三次称：左盘放置4、8、9、10号球，右盘放置1、2、5、12号球

按此方案称球，根据天平的状态，可辨别出问题球。判断如下：
- 若左重、左重、右重，判定是1号球重；若左轻、左轻、右轻，判定是1号球轻；
- 若左重、右重、右重，判定是2号球重；若左轻、右轻、右轻，判定是2号球轻；
- 若左重、右重、平衡，判定是3号球重；若左轻、右轻、平衡，判定是3号球轻；
- 若左重、平衡、左重，判定是4号球重；若左轻、平衡、左轻，判定是4号球轻；
- 若右重、左重、右重，判定是5号球重；若右轻、左轻、右轻，判定是5号球轻；
- 若右重、右重、平衡，判定是6号球重；若右轻、右轻、平衡，判定是6号球轻；
- 若右重、平衡、平衡，判定是7号球重；若右轻、平衡、平衡，判定是7号球轻；
- 若右重、平衡、左重，判定是8号球重；若右轻、平衡、左轻，判定是8号球轻；
- 若平衡、左重、左重，判定是9号球重；若平衡、左轻、左轻，判定是9号球轻；
- 若平衡、右重、左重，判定是10号球重；若平衡、右轻、左轻，判定是10号球轻；
- 若平衡、左重、平衡，判定是11号球重；若平衡、左轻、平衡，判定是11号球轻；
- 若平衡、平衡、右重，判定是12号球重；若平衡、平衡、右轻，判定是12号球轻。

在此說明第一種情況（左重、左重、右重）的判斷方法：
- 第一次左重，划掉9、10、11、12，剩下1、2、3、4、5、6、7、8可疑
- 第二次左重，划掉4、7、8，剩下1、2、3、5、6可疑
- 第一、二次均左重，划掉2、3、5，剩下1、6可疑
- 第三次右重，划掉6，仅剩1，可判定重。

同理，若左轻、左轻、右轻，判定是1号球轻。其餘依此類推。，

## 数学方法
固定称球方法，可以采用数学方程式来表达：{\displaystyle AX=Y}，其中：
{\displaystyle A=\left({\begin{matrix}1&1&1&1&-1&-1&-1&-1&0&0\\1&-1&-1&0&1&-1&0&0&1&-1\\-1&-1&0&1&-1&0&0&1&1&1\\\end{matrix}}\quad {\begin{matrix}0&0\\1&0\\0&-1\\\end{matrix}}\right),}
{\displaystyle X={\begin{pmatrix}x_{1}\\x_{2}\\\vdots \\x_{12}\end{pmatrix}},Y={\begin{pmatrix}y_{1}\\y_{2}\\y_{3}\end{pmatrix}}}
矩阵方程是用天平称球的情况描述，即：左盘总重量—右盘总重量＝差值，下面进一步解释A、X、Y的含义及判定规则。
首先：因为在12个球中，只有1个球与其它球重量不一样，所以在逻辑上使用±1来代表重量差±△X。
其次：A为3行12列矩阵，系数矩阵的第i行第j列元素表示第i次第j号球的位置。1代表小球被放在左盘，-1代表小球被放在右盘，0代表小球不参与称重。
- X为12行1列矩阵，表示12个球的重量；
- Y为3行1列矩阵，表示3次称球的结果。左盘比右盘重时，用1表示；左右盘平衡时，用0表示；左盘比右盘轻时，用-1表示。

最后：当Y与A的第j列相等时，则判定为第j球重；当Y与A的第j列的负向量相等时，则判定为第j球轻。 